# Volmarstein
Volmarstein ist ein Stadtteil von Wetter (Ruhr) im Ennepe-Ruhr-Kreis, Nordrhein-Westfalen (Deutschland). Bis 1969 war der südlich der Ruhr liegende Ort eine eigenständige Gemeinde im Amt Volmarstein.

## Geographie
Der Stadtteil umfasst die beiden Gemarkungen 1347 Grundschöttel (7,99 km²) und 1349 Volmarstein (3,07 km²) mit einer Gesamtfläche von rund 11,06 km². Volmarstein liegt im Südosten der Stadt Wetter und ist umgeben – von Norden ausgehend im Uhrzeigersinn – von der Gemarkung Herdecke, der Gemarkung Wetter (Stadtteil Alt-Wetter), den Hagener Gemarkungen Vorhalle und Westerbauer, den Gevelsberger Gemarkungen Berge und Silschede sowie den Wetteraner Gemarkungen Esborn und Wengern.
Den tiefsten Punkt im Stadtteil bildet mit etwa 81 m ü. NN Höhe (mittlerer Wasserstand) die Ruhr ganz im Norden der Gemarkung Volmarstein. Der höchste Punkt befindet sich im Bereich Am Südhang (266 m ü. NN) in der Gemarkung Grundschöttel an der Grenze zu Silschede.

## Geschichte
Bereits 1047 wird Volmarstein in den Werdener Klosterakten erwähnt. Der Name des Ortes hat sich im Laufe der Jahrhunderte entwickelt; gemeint war die Höhe an der Volme. Die Freiheitsrechte erhielt der Ort 1342 und hatte seit dem 15. Jahrhundert ein Femegericht unter den Grafen von der Mark.
Durch einen großen Brand wurde das Dorf Volmarstein und die Burg 1754 zerstört. Von der Burg blieben nur noch Trümmer übrig. Die Anwohner nutzten die Steine der Burg zum Wiederaufbau ihrer Häuser.
Der Verlag Meyers berichtete 1913 unter Verwendung von Einwohnerzahlen von 1905 und 1910 über die Gemeinde und ihren Ortsteilen: „Volmarstein, Dorf (203 m) und Landgemeinde, unweit der Ruhr; Preußen, Westfalen, Regierungsbezirk Arnsberg, Landkreis, Amtsgericht, Bezirkskommando Hagen Westfalen, Fernsprecher Wetter; 2.081 Einwohner; Telegraph, Post, Eisenbahntelegraph auf der Station der Linie (Bahnhof, siehe Wengern): Hagen-Steele; Standesamt, Amt, evangelische Pfarrkirche; Elektrizitätswerk, Sparkasse; Fabrikation von Militäreffekten, Schlössern, Werkzeugen; Brennerei, Gießerei, Ziegelei. – Dazu Häusergruppen Am Krame, Eisenb. 0,7 km, 44 Einw., Am Poste, Eisenb. 0,2 km, 29 Einw., Am Vorberg, Eisenb. 0,6 km; Hof Halle, Eisenb. 5 km, 9 Einw.; Kolonie Heile, Eisenb. 4,5 km, 10 Einw.; Haus Hombergerhöh, Eisenb. 5 km, 6 Einw.; Gut Im Finkensiepen, Eisenb. 4,8 km, 40 Einw.; Häusergruppen In den Schnetteln, Eisenb. 0,8 km, In der Bach, Eisenb. 1 km, 294 Einw., In der Hege, Eisenb. 0,4 km, 92 Einw., Schlunder, Eisenb. 0,8 km, 51 Einw., Tinsberg, Eisenb. 1 km, 35 Einw.; Gut Vogelsang, Eisenb. 0,8 km, 23 Einw.“
Am 19. Januar 1939 wurde Grundschöttel eingemeindet.
Mit der kommunalen Gebietsreform wurde der Ennepe-Ruhr-Kreis am 1. Januar 1970 neu gegliedert. Die südlich der Ruhr gelegene Gemeinde Volmarstein kam zur Stadt Wetter. Ferner wurden Esborn und Wengern eingegliedert, die zum Amtsbezirk Volmarstein gehört hatten.
Im Jahre 1997 feierte die Gemeinde ihr 950-jähriges Bestehen.

## Sehenswürdigkeiten
Die Ruine der Burg Volmarstein im Landschaftsschutzgebiet In der Bach/Am Vorberg ist die bekannteste Sehenswürdigkeit des Ortes. Die Burg wurde 1100 gebaut und 1324 vom Grafen von der Mark zerstört.
Auf dem Weg hoch zur Burgruine befinden sich zwei Kriegerdenkmäler (Bezeichnungen angelehnt an den Texten der angebrachten Gedenktafeln):
- Denkmal an die Toten der Kriege 1866 und 1870/71
- Denkmal an die Opfer von 1939 bis 1945

Ein altes Bauwerk ist auch die evangelische Dorfkirche Volmarstein. Experten datieren die Errichtung in das 11. Jahrhundert. Die letzte Restaurierung fand von 1995 bis 1996 statt. In der Nähe der Dorfkirche befindet sich der Hillige Born (Heilige Quelle) eine Art „Quelldenkmal“, das in eine Mauer integriert ist. Es hat die Inschriften De Hillige Born ANNO 780 und Gestiftet von Carl Winzerling in Volmarstein 1913.
Auf dem Dorfplatz im Zentrum befindet sich ein ungewöhnliches Denkmal mit drei überdimensionalen Vorhängeschlössern. Auf einer Tafel steht dazu erläutert: Juni 1997 – 950 Jahre Volmarstein – gestiftet von ABUS – F.W. Lüling – Burg Wächter. Es erinnert an die herausragende Bedeutung, die die Schlossindustrie in Volmarstein hatte und auch heute noch hat. Die drei Stifter sind bedeutende Firmen in diesem Sektor und haben ihren Stammsitz in Volmarstein.
Der Heimatverein Wetter unterhält das Heimatmuseum in Volmarstein, das unter anderem die Geschichte der örtlichen Schlossindustrie zeigt.
Das Landschaftsschutzgebiet Hensberg westlich des Volmarsteiner Dorfkerns ist ein vor allem zur Naherholung genutzter Waldbereich.

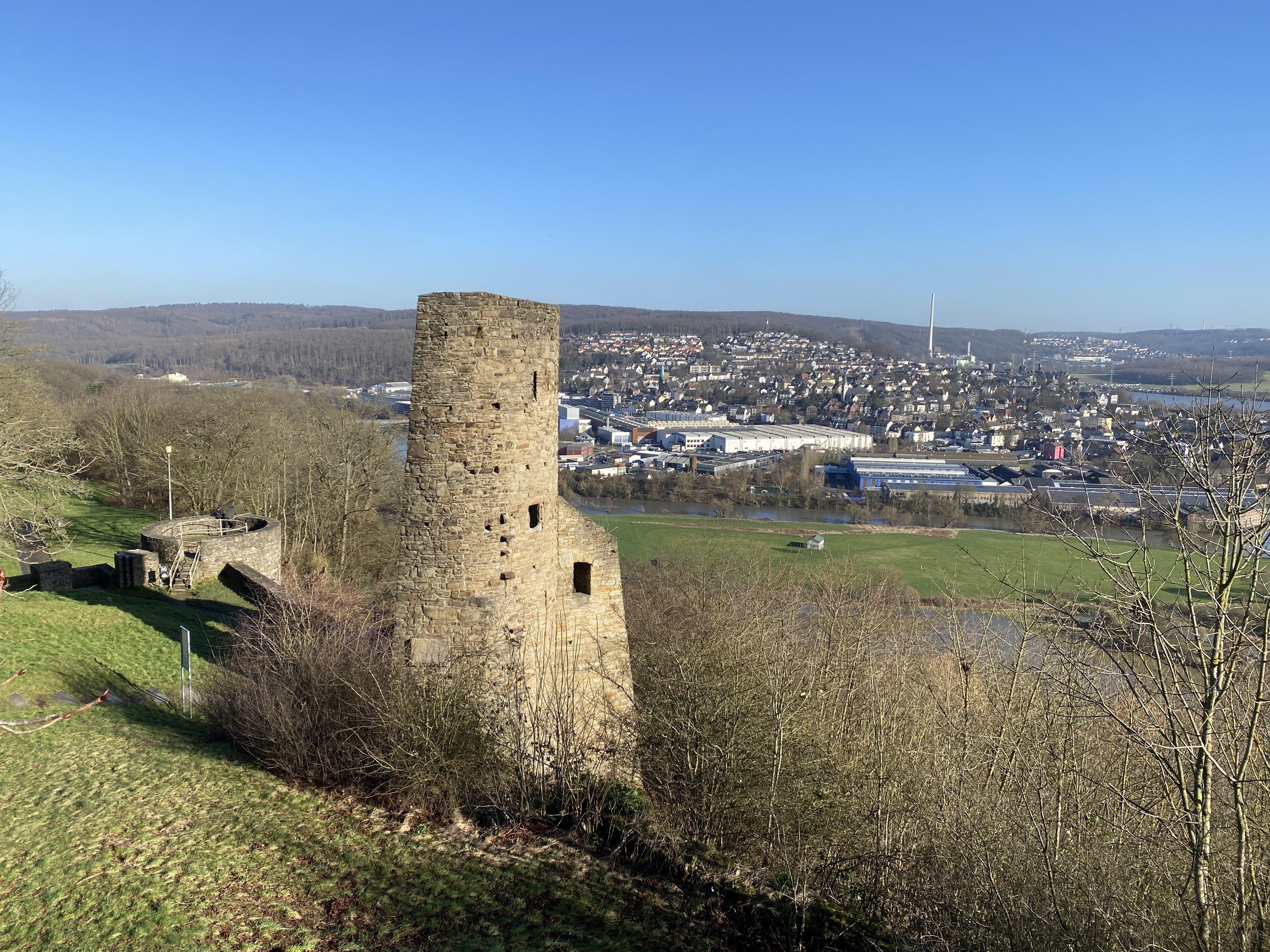
Ruine Volmarstein – Blick auf Ruhr und Alt-Wetter
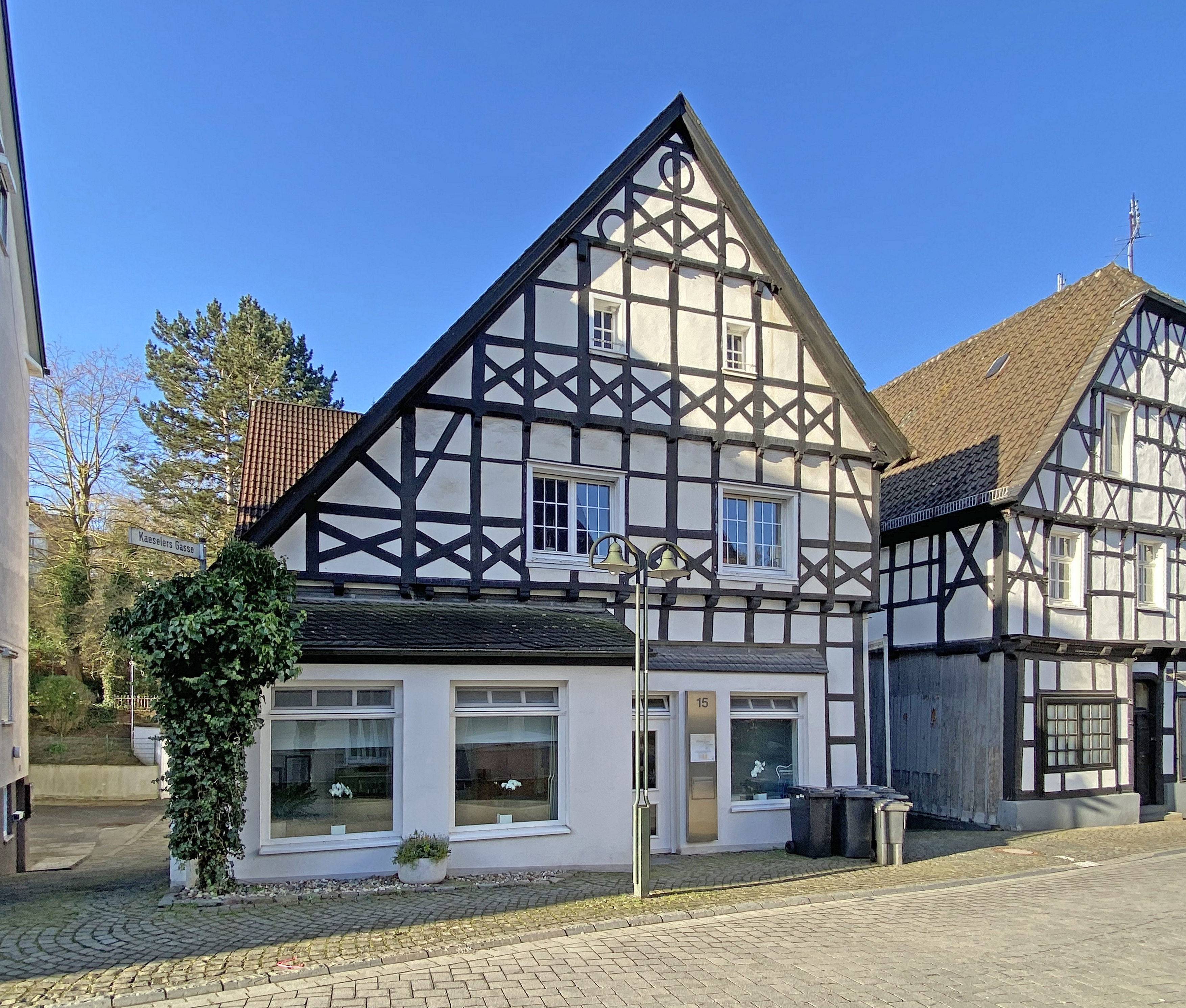
Hauptstraße 15
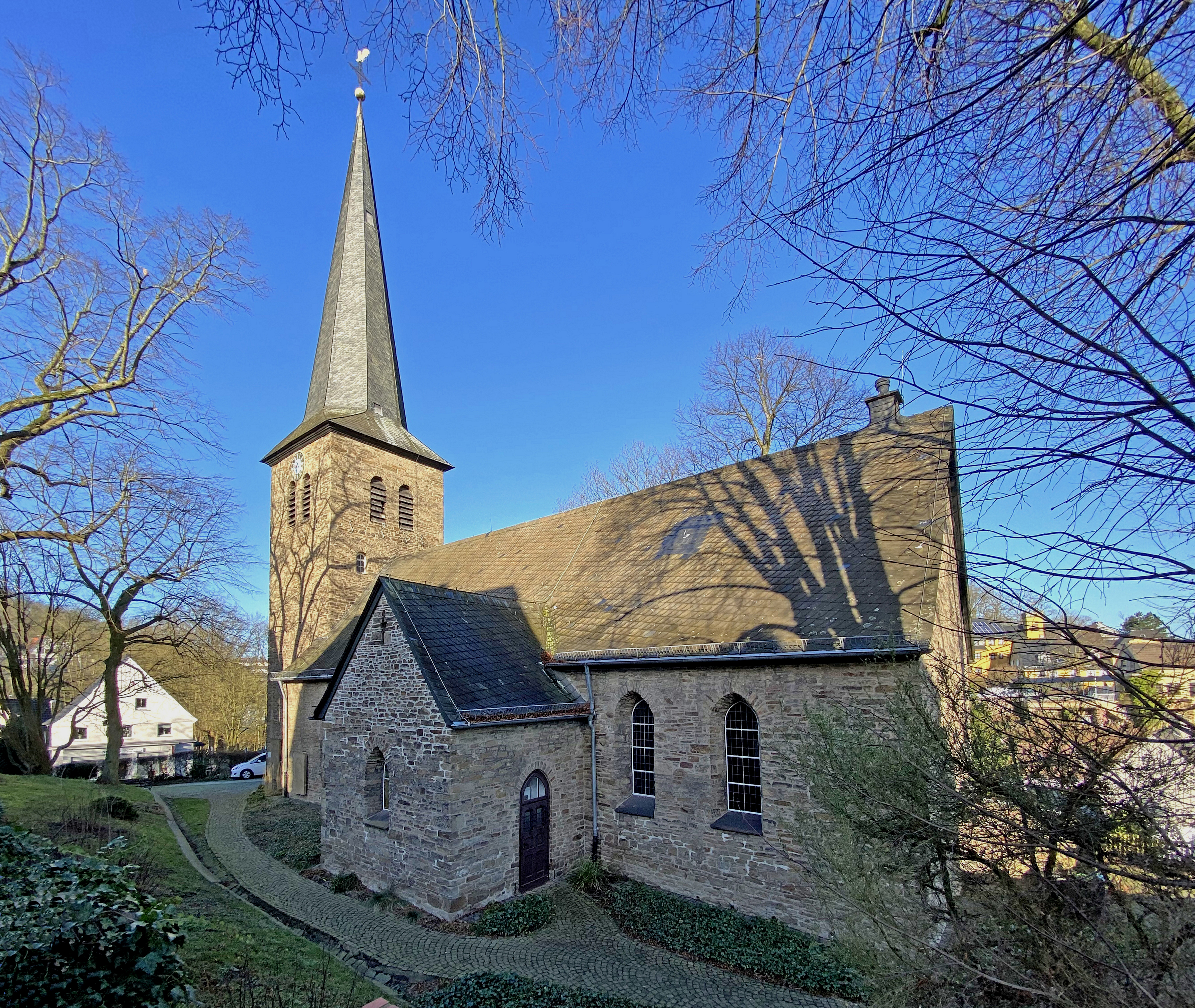
Dorfkirche (12. Jh.) aus Ruhrsandstein
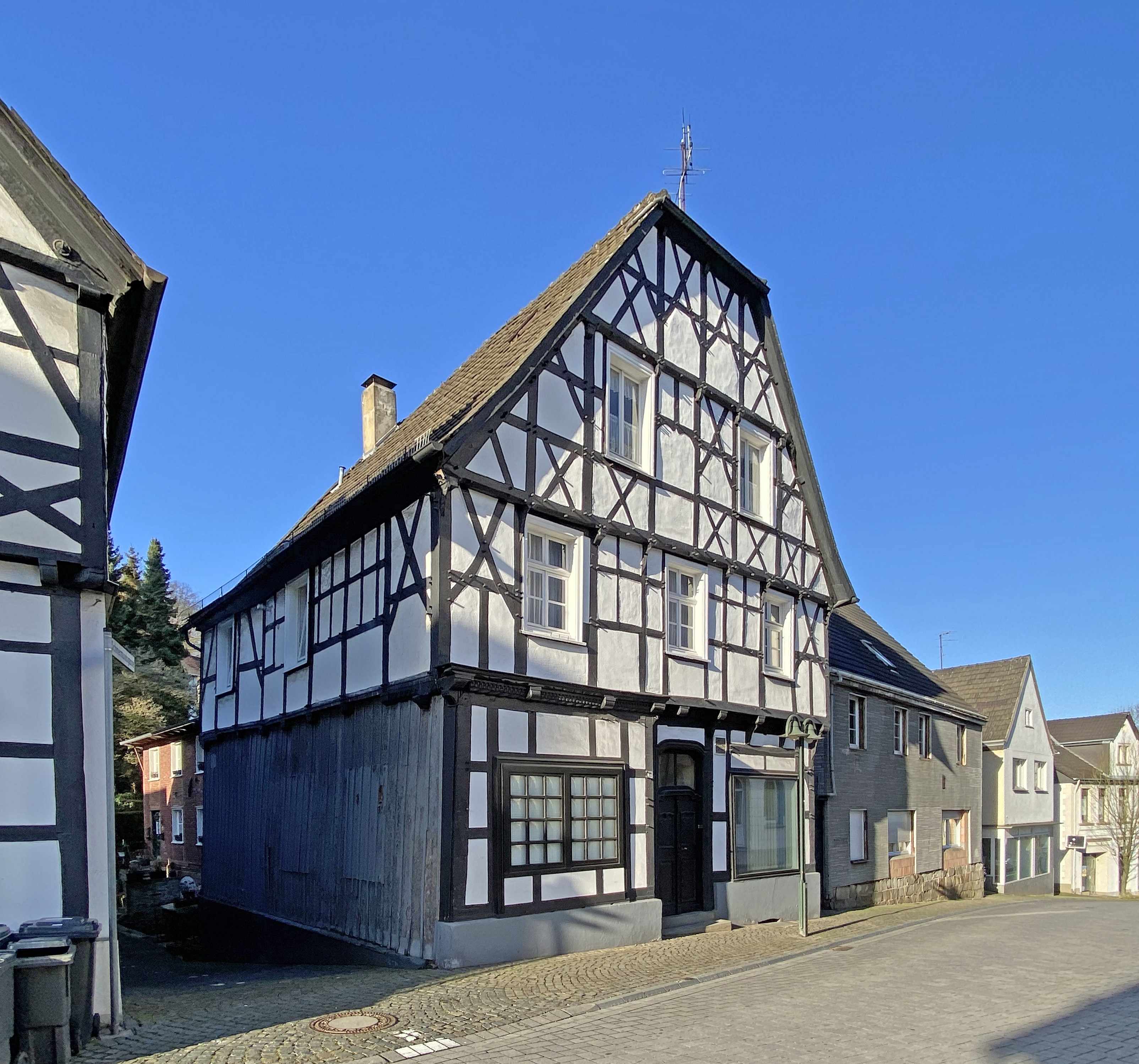
Hauptstraße 17
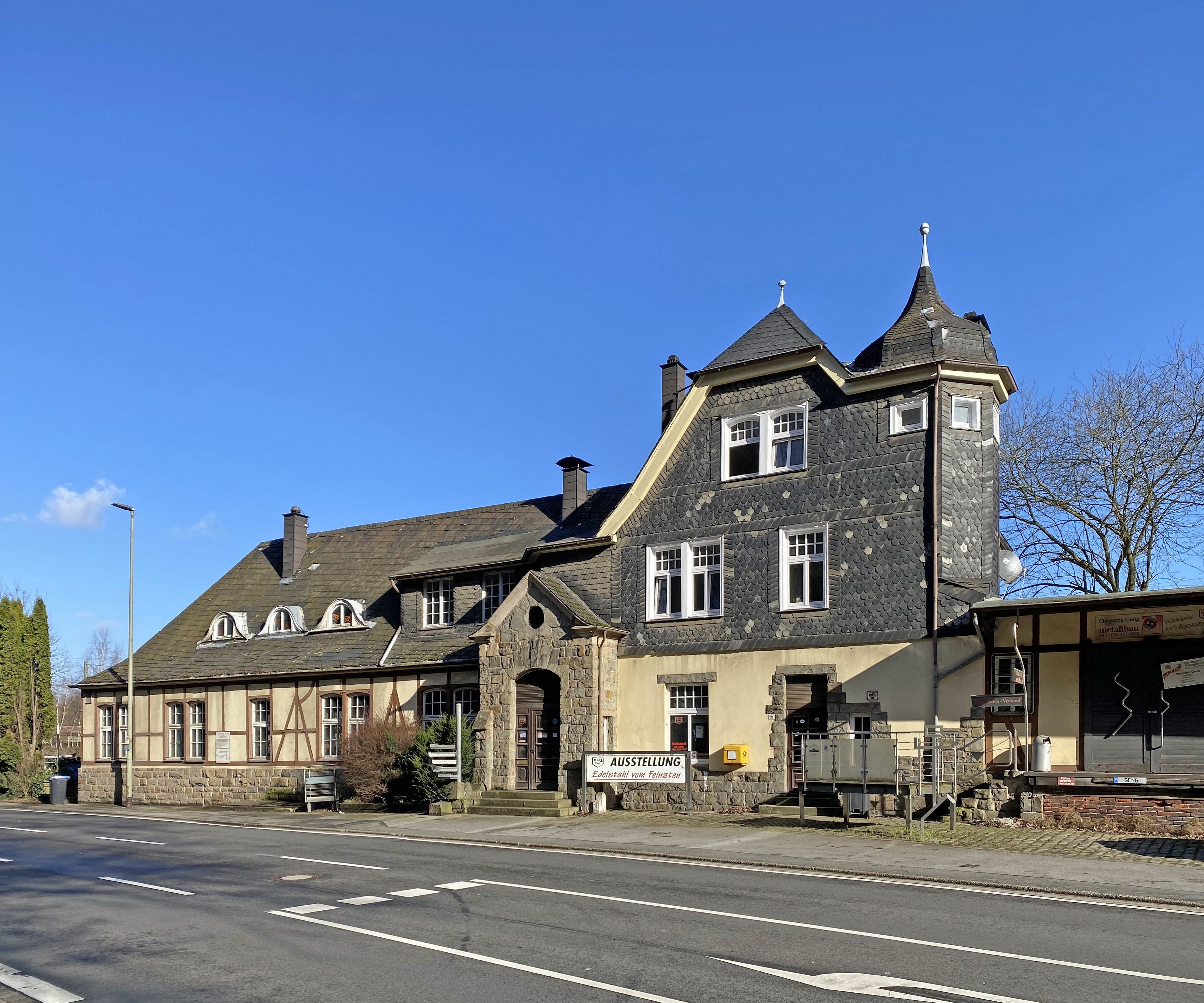
ehem. Bahnhof (1908) Volmarstein (Ruhrtalbahn)
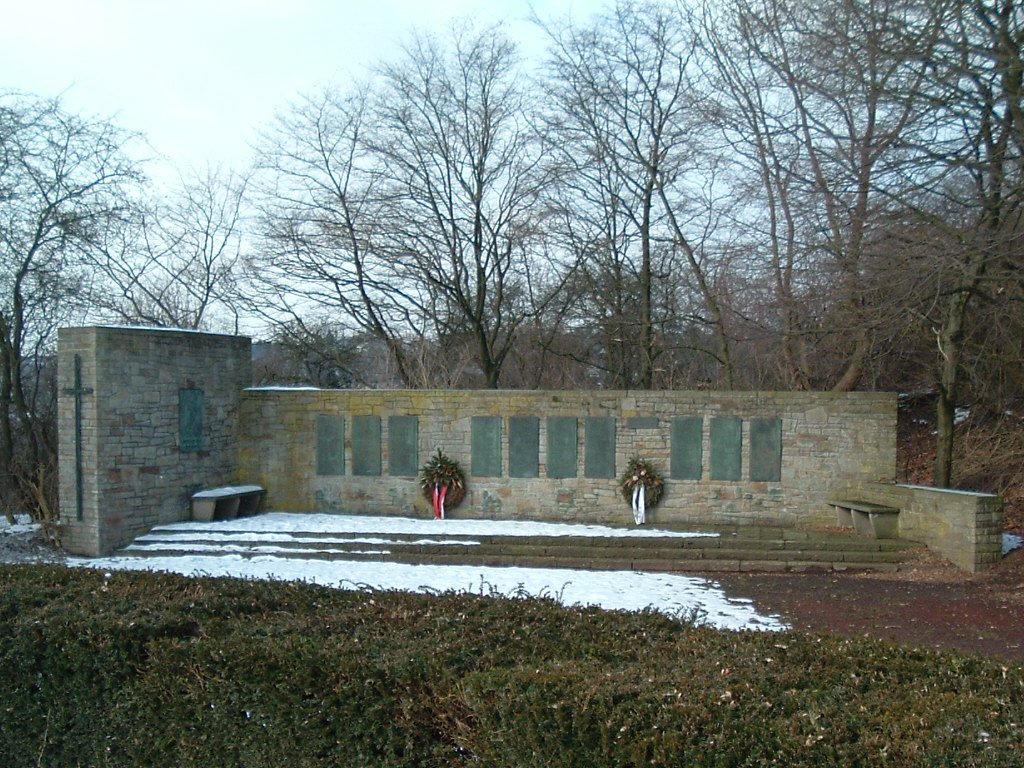
Denkmal an die Opfer des Zweiten Weltkriegs in Volmarstein

## Wirtschaft und Infrastruktur
Das Unternehmen Aug. Klönne aus Dortmund führte hier für sein Unternehmen ein Schamottewerk. In Volmarstein sind mehrere bedeutende Firmen angesiedelt. So haben die Unternehmen ABUS, Burg-Wächter und Burg ihre Firmensitze im Industriegebiet Am Nielande direkt an der Autobahnausfahrt Volmarstein. Die drei Firmen stellen Schließanlagen sowie Sicherheitstechnik her und gehören zu den größten Arbeitgebern im Stadtgebiet Wetter.
Zur Evangelischen Stiftung Volmarstein (ESV) zählen Einrichtungen und Gesellschaften unter anderem in der Medizinischen Akutversorgung und Rehabilitation, der ambulanten, teil- und vollstationären Behinderten- und Altenhilfe sowie der beruflichen und schulischen Rehabilitation. Die Stiftung ist 100-prozentige Gesellschafterin der RZV Rechenzentrum Volmarstein GmbH, einem SAP-Systemhaus für Einrichtungen in der Gesundheitsbranche sowie der Alten- und Behindertenhilfe. In den Einrichtungen und Gesellschaften der Stiftung sind rund 3500 Mitarbeiter beschäftigt.

### Verkehr

#### Straße
Volmarstein ist über die Anschlussstelle (89) Volmarstein der A 1 sowie über die in ihre Nähe befindlichen B 234 erreichbar.

#### Öffentlicher Personennahverkehr
In Volmarstein befindet sich zwar ein Bahnhof an der Ruhrtalbahn, welcher jedoch im Personenverkehr stillgelegt ist. Mit den Buslinien 553, 555, 584 und 591, welche durch Volmarstein verkehren, erreicht man in nördlicher Richtung, Wetter-Grundschöttel, Wetter-Zentrum mit dem Bahnhof, in südwestlicher Richtung Hagen-Westerbauer (553, 555) und Haßlinghausen (584), sowie in südöstlicher Richtung Hagen-Vorhalle und Hagen-Zentrum (591). Betrieben werden diese Buslinien von der Verkehrsgesellschaft Ennepe-Ruhr.

## Religion
Es gibt in Volmarstein neben der Evangelischen Kirchengemeinde Volmarstein zwei Evangelisch-freikirchliche Gemeinden und eine geschlossene Brüdergemeinde der Christlichen Versammlung sowie eine katholische Kirche (St. Augustinus und Monika, zum Bistum Essen gehörend).
Die Martinskirchengemeinde betreut als sogenannte Anstaltskirchengemeinde die Rehabilitanden, Patienten, Bewohner und Schüler der Evangelischen Stiftung Volmarstein, einer Einrichtung im Verbund der Diakonie.

## Persönlichkeiten
In Volmarstein (oder Grundschöttel) geborene Personen: 
- Gustav-Adolf Feldhaus (1907–1999), in Volmarstein geborener Politiker
- Helmut Kollhosser (1934–2004), in Grundschöttel geborener Jurist und Hochschullehrer
- Gustav Friedrich Nagel (1868–1944), in Grundschöttel geborener freikirchlicher Theologe und Vorsitzender der Deutschen Evangelischen Allianz
- Eduard Scheve (1836–1909), in Volmarstein geborener Begründer der evangelisch-freikirchlichen Diakonie und Außenmission
- Walter Stich (1930–2020), in Volmarstein geborener Politiker, ehem. Regierungspräsident des Regierungsbezirks Detmold und Vorsitzender des Lippischen Heimatbundes
- Heinrich Wehberg (1855–1912), in Volmarstein geborener Arzt und Bodenreformer

Personen, die in Volmarstein (und/oder Grundschöttel) wirken oder gewirkt haben:
- Franz Arndt (1848–1917), Pfarrer, gründete 1904 die Evangelische Stiftung Volmarstein
- Klaus Dickneite (* 1946), Bezirksbürgermeister in Hannover, wuchs in Volmarstein auf, Sprecher der Freien Arbeitsgruppe Johanna-Helenen-Heim
- Johann Georg Fetzer (1845–1909), in Volmarstein gestorbener Theologe, war von 1878 bis 1882 Prediger der Grundschötteler Baptistengemeinde
- Oscar Funcke (1885–1965), Unternehmer und Politiker, ehem. ehrenamtlicher Vorstand der Evangelischen Stiftung Volmarstein
- Johann Andreas Gülzau (1817–1891), erster Prediger der Baptistengemeinde Volmarstein-Grundschöttel
- Heinrich Kositzki (1904–1972), Politiker, ehem. Amtsbürgermeister in Volmarstein
- Ulrich Schmidt (1942–2021), Politiker, ehem. Bürgermeister von Wetter und Landtagspräsident von NRW, Vorsitzender des SPD-Ortsvereins Volmarstein